# Rio Cuito
O rio Cuito é um curso de água de Angola que faz parte da Vertente do Calaári.